# Christine Day
Christine Day, född den 23 augusti 1986 i Saint Mary, Jamaica, är en jamaicansk friidrottare inom kortdistanslöpning.
Hon ingick i Jamaicas lag som tog OS-brons på 4 x 400 meter stafett vid friidrottstävlingarna 2012 i London. 